# 红萼杜鹃
红萼杜鹃（学名：Rhododendron meddianum），为杜鹃花科杜鹃花属下的一个种。

## 扩展阅读
維基物種上的相關：红萼杜鹃